# Bílsko (ort i Tjeckien, Södra Böhmen)
Bílsko är en ort i Tjeckien.   Den ligger i regionen Södra Böhmen, i den sydvästra delen av landet, 110 km söder om huvudstaden Prag. Bílsko ligger 459 meter över havet och antalet invånare är 207.
Terrängen runt Bílsko är huvudsakligen platt, men norrut är den kuperad. Runt Bílsko är det ganska tätbefolkat, med 120 invånare per kvadratkilometer. Närmaste större samhälle är Písek, 17,8 km norr om Bílsko. Trakten runt Bílsko består till största delen av jordbruksmark.